# Universitätstrasse (Zürich)
Die Universitätstrasse, ursprünglich neue Landstrasse, ist eine knapp einen Kilometer lange Strasse im Quartier Oberstrass in Zürich. Die Strasse gehört zur Hauptausfallachse vom Bellevueplatz in Richtung Winterthur.

## Verlauf

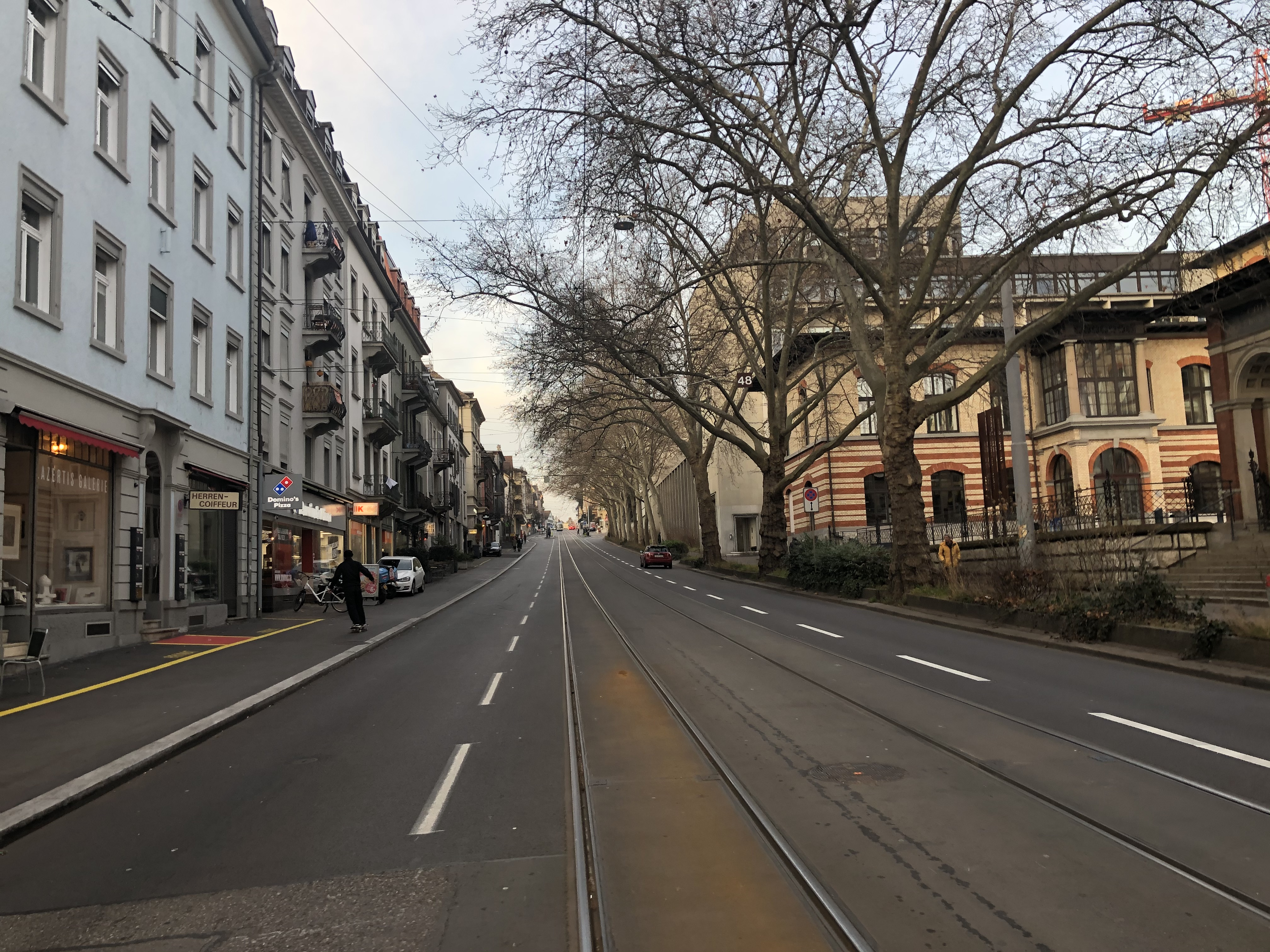
Blick die Universitätstrasse hoch von ihrem Beginn

Die Universitätstrasse schliesst bei der Kreuzung Tannenstrasse bei der ETH Zürich an die Rämistrasse an. Ihr Ende liegt beim Rigiplatz, wo die Winterthurerstrasse beginnt. Die Universitätstrasse bildet die Hauptachse des Quartiers Oberstrass. Sie ist beidseitig mit mehrstöckigen Häusern mit Geschäften im Erdgeschoss bebaut, wie dies für Vorstädte typisch ist. Am Anfang der Strasse stehen das Land- und Forstwirtschaftliche Institut der ETH Zürich (Universitätstrasse 2) und das Chemiegebäude (Universitätstrasse 6).
Die Obere Strasse, die historische Verbindung von Zürich nach Winterthur, führte ursprünglich über die Sonneggstrasse und die Culmannstrasse zum Rigiplatz. Wenig östlich davon wurde von 1836 bis 1838 die Universitätstrasse angelegt, die breiter und ohne Kurven den Westhang des Zürichbergs hochführt (Höhenunterschied ca. 32 Meter).

## Verkehr
Die Universitätstrasse ist Teil der Hauptstrasse 17 und dadurch eine Verbindung von Gebieten im Norden der Stadt zum rechten Zürichseeufer. 
Ab 1895 wurde die Universitätstrasse von der Zentralen Zürichbergbahn befahren, die Endhaltestelle war beim Rigiplatz. Heute verkehren auf der Strasse die Strassenbahnlinien 9 und 10.

## Name
Der Strasse erhielt den Namen Universitätstrasse 1883, zuvor hatte sie Neue Landstrasse geheissen. Der Name der Strasse ist heute irreführend, da die Universität weiter südlich an der Rämistrasse steht. Bis 1914 war die Universität aber noch in einem Teil des ETH-Hauptgebäudes einquartiert, das sich am Anfang der Strasse befindet.